# رونالد ديفور
رونالد ديفور (بالإنجليزية: Ronald DeVore)‏ هو رياضياتي وأستاذ جامعي أمريكي، ولد في 14 مايو 1941 في ديترويت في الولايات المتحدة.